# Felix Nmecha
Felix Kalu Nmecha (* 10. října 2000) je německý profesionální fotbalista, který hraje na pozici záložníka za klub Borussia Dortmund a německý národní tým.

## Klubová kariéra

### Manchester City
Nmecha debutoval v Manchesteru City ve druhém utkání semifinále EFL Cupu proti Burtonu Albion, když v 67. minutě nahradil Oleksandra Zinčenka při vítězství 1:0. Nmecha vstřelil vítězný gól ve finále Premier League Cupu 19. března 2019 proti Middlesbrough. Dne 3. listopadu 2020 Nmecha asistoval João Cancelovi při svém debutu v Lize mistrů za City jako náhradník za Kevina De Bruyneho při domácím vítězství 3:0 nad Olympiakosem ve skupinové fázi. Nmecha byl City propuštěn po konci své smlouvy 30. června 2021.

### Wolfsburg
Nmecha přestoupil do VfL Wolfsburg po odchodu z Manchesteru City, krátce poté, co stejný krok učinil jeho bratr Lukas. Ve svých dvou sezónách v klubu odehrál 50 soutěžních zápasů, včetně dvou zápasů Ligy mistrů 2021/22, a během své druhé sezóny v Bundeslize, ve které vstřelil Bochumi při výhře 4:0, tři góly.

### Borussia Dortmund
Dne 3. července 2023 podepsal Nmecha pětiletou smlouvu s Borussií Dortmund. Jeho přestup byl pro příznivce Dortmundu kontroverzní kvůli komentářům a příspěvkům na sociálních sítích, které Nmecha v minulosti zveřejnil a které byly považovány za homofobní a transfobní. Dne 25. října 2023 vstřelil svůj první gól za Dortmund při venkovním vítězství 1:0 nad Newcastlem United v St James' Parku v Lize mistrů, což byl zároveň jeho první gól v soutěži.

## Reprezentační kariéra
Nmecha reprezentoval na mládežnické mezinárodní úrovni Německo i Anglii.
Dne 17. března 2023 obdržel první oficiální pozvánku do německé seniorské reprezentace pro přátelské zápasy proti Peru a Belgii.

## Osobní život
Nmecha, syn německé matky a nigerijského otce z kmene Igbo a jeho starší bratr Lukas se narodili v Hamburku, ale v roce 2007 se s rodinou přestěhovali do Anglie.
Nmecha je křesťan. Řekl: „Pokaždé, když jdu na hřiště, není to o mně, je to o oslavě Boha.“

## Statistiky

### Klubové
Platí k zápasu hranému 24. srpna 2024.
| Klub                | Sezóna            | Liga              | Liga   | Liga | Národní pohár | Národní pohár | Ligový pohár | Ligový pohár | Kontinentální | Kontinentální | Ostatní | Ostatní | Celkově | Celkově |
| Klub                | Sezóna            | Soutěž            | Zápasy | Góly | Zápasy        | Góly          | Zápasy       | Góly         | Zápasy        | Góly          | Zápasy  | Góly    | Zápasy  | Góly    |
| ------------------- | ----------------- | ----------------- | ------ | ---- | ------------- | ------------- | ------------ | ------------ | ------------- | ------------- | ------- | ------- | ------- | ------- |
| Manchester City     | 2018/19           | Premier League    | 0      | 0    | 0             | 0             | 1            | 0            | 0             | 0             | 0       | 0       | 1       | 0       |
| Manchester City     | 2019/20           | Premier League    | 0      | 0    | 0             | 0             | 0            | 0            | 0             | 0             | 0       | 0       | 0       | 0       |
| Manchester City     | 2020/21           | Premier League    | 0      | 0    | 0             | 0             | 0            | 0            | 1             | 0             | —       | —       | 1       | 0       |
| Manchester City     | Celkově           | Celkově           | 0      | 0    | 0             | 0             | 1            | 0            | 1             | 0             | 0       | 0       | 2       | 0       |
| Manchester City U21 | 2018/19           | —                 | —      | —    | —             | —             | —            | —            | —             | —             | 4       | 0       | 4       | 0       |
| Manchester City U21 | 2019/20           | —                 | —      | —    | —             | —             | —            | —            | —             | —             | 1       | 0       | 1       | 0       |
| Manchester City U21 | 2020/21           | —                 | —      | —    | —             | —             | —            | —            | —             | —             | 1       | 0       | 1       | 0       |
| Manchester City U21 | Celkově           | Celkově           | —      | —    | —             | —             | —            | —            | —             | —             | 6       | 0       | 6       | 0       |
| VfL Wolfsburg       | 2021/22           | Bundesliga        | 16     | 0    | 0             | 0             | —            | —            | 2             | 0             | —       | —       | 18      | 0       |
| VfL Wolfsburg       | 2022/23           | Bundesliga        | 30     | 3    | 2             | 0             | —            | —            | —             | —             | —       | —       | 32      | 3       |
| VfL Wolfsburg       | Celkově           | Celkově           | 46     | 3    | 2             | 0             | —            | —            | 2             | 0             | —       | —       | 50      | 3       |
| Borussia Dortmund   | 2023/24           | Bundesliga        | 20     | 1    | 1             | 0             | —            | —            | 8             | 1             | —       | —       | 29      | 2       |
| Borussia Dortmund   | 2024/25           | Bundesliga        | 1      | 0    | 0             | 0             | —            | —            | 0             | 0             | —       | —       | 1       | 0       |
| Borussia Dortmund   | Celkově           | Celkově           | 21     | 1    | 1             | 0             | —            | —            | 8             | 1             | —       | —       | 30      | 2       |
| Celkově v kariéře   | Celkově v kariéře | Celkově v kariéře | 67     | 4    | 3             | 0             | 1            | 0            | 11            | 1             | 6       | 0       | 88      | 5       |

### Reprezentační
Platí k zápasu hranému 28. března 2023.
| Národní tým | Rok     | Zápasy | Góly |
| ----------- | ------- | ------ | ---- |
| Německo     | 2023    | 1      | 0    |
| Celkově     | Celkově | 1      | 0    |